# نیکلاس لیندهورست
نیکلاس لیندهورست (انگلیسی: Nicholas Lyndhurst؛ زادهٔ ۲۰ آوریل ۱۹۶۱)  بازیگر اهل بریتانیا است.
از فیلم‌ها یا مجموعه‌های تلویزیونی که وی در آن‌ها نقش داشته است، می‌توان به ترفندهای نو اشاره نمود.